# Ovar
Ovarul (ovarium în limba latină) - glanda sexuală feminină - este organ pereche - cu o dublă funcție secretoare: externă și internă. Astfel, este organul producător al ovulelor și, în același timp glandă endocrină, care, prin hormonii produși (estrogenii și progesteronul) determină caracterele sexuale secundare și joacă un rol deosebit în realizarea tipului constituțional feminin.

## Forma
Forma ovarului este ovoidală, cu axul mare vertical, având două fețe (medială și laterală), două margini (liberă și mezoovariană), anterioară, legată prin mezoovar de ligamentul larg, este locul unde se găsește hilul ovarului (hilus ovarii), prin care pătrund sau ies elementele vasculonervoase, anterior fiind porțiunea ascendentă a tubei), două extremități: tubară, (care dă inserție ligamentelor suspensor al ovarului) și uterină. În mod obișnuit are 3 cm lungime, 2 lățime și 1 cm grosime și cântărește 6-8 gr; în climacterium mărimea sa diminuă.

## Poziționare
După dezvoltarea sa în regiunea lombară, ovarul migrează spre regiunea inferioară a abdomenului, așa încât la naștere se găsește în micul bazin, în cavitatea retrouterină, îndărătul ligamentului larg al uterului, dedesubtul trompei și înaintea rectului.

## Vascularizația
În ovar pătrund artere spiralate din arterele ovariană și uterină. Venele provenite din capilarele corticalei formează un abundent plex în medulară și apoi părăsesc ovarul pe la nivelul hilului. Limfaticele ovarului se varsă în limfonodulii lombari.

## Fibre nervoase din ovar
Fibrele nervoase, în majoritate nemielinizate, pătrund în ovar împreună cu vasele, pe care le inervează. Cele care pătrund în corticală formează plexuri fine în tecile foliculare, fără a pătrunde însă în membrana granuloasă. Terminațiunile nervoase senzitive sunt descoperite în toate straturile ovarului, precum și în hilus ovarii.

## Structura ovarului
Ovarul este lipsit de peritoneu și este acoperit de epiteliul germinativ unistratificat sub care-i situată o tunică albuginee. În secțiune se vede că această tunică vine în contact cu substanța (zona) corticală - porțiunea glandulară densă a organului -, ce înconjoară substanța (zona) medulară. Medulara este constituită dintr-un țesut conjunctiv lax, străbătută de o bogată rețea de vase sangvine și limfatice, fibre nervoase. Corticala ovarului se caracterizează printr-o densitate celulară deosebită, prin prezența de foliculi ovarieni în diferite stadii evolutive sau involutive, ca și de corpi galbeni simultan cu excepția de corpi albicans (focare cicatriciale), toate aceste elemente fiind incluse în stroma ovariană, care este conjunctivofibroasă. Celulele pereților foliculilor produc foliculina (estradiolul) - unul din hormonii sexuali feminini.

## Dezvoltarea ovocitelor
Dezvoltarea ovocitelor începe din luna a doua a vieții embrionare, când din epiteliul germinativ, ce acoperă viitorul ovar, în adâncul lui încolțesc, iar apoi se desprind acumulări sferice de celule - foliculii primordiali (folliculi ovarici primarii) -, în interiorul cărora se află și ovocitele nematurizate, iar mai târziu sub formă de structuri cavitare secundare (foliculi ovarici secundarii) și foliculi (terțiari) maturi. 
Din numărul enorm de foliculi ovarieni prezenți la naștere (200.000-400.000, în cele două ovare), în decursul vieții sexuale active a femeii (de la pubertate, care se instalează la vârsta de 12-14 ani, până la menopauză, la vârsta de 45-52 ani) numai 300-400 foliculi ajung în stadiul de maturare, restul involuează și se cicatrizează. 
Transformarea foliculilor primari în foliculi maturi și ieșirea din ei a ovocitelor (ovulația) începe doar din momentul maturității sexuale. Un asemenea folicul cu diametrul de 100 mm, se ridică la suprafața ovarului și poartă denumirea de folicul Graaf (folliculus ovaricus vesiculosus).
Soarta foliculilor cavitari este diferită: majoritatea lor involuează și numai unul sau cel mult doi ajung în stadiul final de folicul matur.
După ruperea foliculului matur și eliminarea ovulului din interiorul lui, pereții foliculului colabează, cavitatea lui se umple cu sânge și celule de o culoare gălbuie luând naștere corpul galben (corpus luteum), care funcționează ca o glandă endocrină temporară, secretând în sânge hormonul progesteron. Evoluția acestui corp galben este diferită după cum ovulul a fost sau nu fecundat. În cazul în care ovulul a fost fecundat, corpul galben ia o mare dezvoltare, constituind corpul galben de sarcină sau gestativ, în caz contrar evoluția sa întrerupându-se are dimensiuni mai mici, se decolorează și dispare peste câteva săptămâni și poartă denumirea de corpus albicans, care cu timpul dispare definitiv.

## Ovocitul
Ovocitul din foliculul matur, inițial de ordinul I, deci diploid, suferă, înainte de ovulație, prima diviziune de maturare (diviziune meiotică) și devine ovocit secundar, celulă haploidă, sub care formă este expulzat de la suprafața ovarului în timpul ovulației, și pătrunde în trompa uterină, unde devine apt pentru fecundare. A doua diviziune meiotică (și expulzia celui de-al doilea globul polar) este realizată doar dacă ovocitul este fecundat. Ovulul astfel format este o celulă de mari dimensiuni ce conține practic toată citoplasma ovocitulului de ordinul I.

## Faze ciclului menstrual
Ovarul este glanda sexuală femenină pereche, exo-endocrină, care, sub raport endocrin, este esențială în realizarea ciclului sexual al femeii, alături de hipotalamus și hipofiză printr-un lanț complex de interacțiuni: hipotalamusul acționând asupra hipofizei, aceasta asupra ovarului, iar ovarul asupra mucoasei uterine și altor structuri.
În acest ciclu distingem următoarele faze:
- faza de descuamare și regenerare (zilele 1-4), în care hipofiza prezintă o creștere moderată a producției de LH și FSH, ce influențează ovarul determinând involuția corpului galben din ciclul precedent și scăderea secreției de progesteron; începe producția de estrogeni de către celulele tecii interne a foliculului în creștere și influențează mucoasa uterină;
- faza de proliferare (estrogenică) între zilele 5-15; în hipofiză nivelul LH rămâne constant, FSH diminuă (în jurul zilei a 15-a, un maxim de producție de LH și FSH). FSH stimulează maturitatea foliculară, LH stimulează producția de estrogeni. Vârful de LH (important în jurul zilei 15-a) e urmat imediat de ovulație. Creșterea estrogenilor, prin retroacțiune, scade producția hormonilor hipofizari și, totodată, influențează mucoasa uterină;
- faza de secreție (luteinică), între zilele 15-28; la nivelul hipofizei vârfurile de producție de LH și FSH diminuă pentru a crește în jurul zilei 28. LH determină transformarea în ovar al foliculului gol în corp galben, în timp ce producția de estrogeni rămâne constantă și declanșează secreția progesteronului de către corpul galben; maturarea și procesul de ovulație al altor foliculi sunt oprite. De asemenea, nivelul ridicat de progesteron inhibă gonadotrofinele hipofizare. În jurul zilei a 22-a în lipsa fecundației, corpul galben începe să involuieze și, ca urmare, secreția de progesteron diminuă. Nivelul scăzut de progesteron, la sfârșitul ciclului, stimulează producerea de FSH. În sarcină, trofoblastul produce gonadotrofine corionice, secreția de progesteron se continuă, corpul galben se conservă.

## Funcții
Funcția hormonului foliculostimulator (FSH) este de a stimula creșterea foliculului ovarian. FSH stimulează mitoza celulelor granuloase și transformarea stromei înconjurătoare într-un strat de celule tecale.
Spre deosebire de FSH, hormonul luteinizant (LH) are o acțiune mult mai variată. El acționează sinergic cu FSH în producerea maturației foliculare și a secreției de estrogeni.
Cel mai important estrogen secretat de ovar este estradiolul. Este secretată și estrona însă activitatea biologică a acesteia este mai redusă decât a estradiolului. 
Activitățile biologice importante ale estrogenilor sunt următoarele: 
- stimularea creșterii miometrului și endometriului;
- menținerea structurii mucoasei vaginale și a pH-ului vaginal acid;
- stimularea glandelor cervicale în vederea secreției unor cantități abundente de mucus viscos;
- stimularea creșterii și dezvoltării glandelor mamare;
- depunerea de grăsime subcutanată, ceea ce duce la un aspect feminin caracteristic;
- sensibilizarea ovarelor la gonadotrofine;
- întârzierea creșterii liniare a corpului în asociere cu facilitatea maturării cartilajelor epifizare.

Estradiolul și estrona sunt sintetizați în ovar din steroizi cu 19 atomi de carbon. Calea de biosinteză până la androstenedion și testosteron este în esență aceeași ca în testicul.
Progestinele. Denumirea de progestină s-a dat inițial extractului brut de corp galben, care poate pregăti și menține un endometru secretor în ultima jumătate a ciclului de reproducere și în timpul sarcinii. Progesteronul este principiul cel mai activ al acestor extracte. Hormonii care au o activitate progestativă sunt denumiți progestine sau gestagene.
Acțiunile biologice ale progesteronului și ale altor gestagene sunt: 
- antagonizarea efectului de stimulare a creșterii exercitat de estrogen asupra endometrului și transformarea acestui organ cu proliferare rapidă într-o structură secretorie capabilă să mențină un blastocit implantat;
- transformarea mucusului cervical dintr-un lichid foarte vâscos într-un lichid nevâscos; stimularea creșterii și dezvoltării glandei mamare;
- inhibarea motilității uterine.

În cursul ciclului de reproducere și în primul trimestru al sarcinii, progesteronul este secretat aproape exclusiv de corpul galben. În ultimele două trimestre ale sarcinii, această funcție este asumată de placentă. Suprarenala, de asemenea, secretă o cantitate mică de progesteron. În toate aceste organe, progesteronul este sintetizat din colesterol și pregnenolon.